# سسیل هولدن-وایت
سسیل هولدن-وایت (به انگلیسی: Cecil Holden-White) بازیکن فوتبال زادهٔ ۳ نوامبر ۱۸۶۰ اهل کشور انگلستان که سابقهٔ بازی در تیم ملی فوتبال انگلستان را در کارنامهٔ خود دارد. وی در تاریخ ۴ فوریه ۱۸۸۸ نخستین بازی ملی خود را در مقابل تیم ملی فوتبال ولز انجام داد و با حضور در ۲ بازی ملی، در تاریخ ۱۷ مارس ۱۸۸۸ واپسین بازی ملی‌اش را در برابر تیم ملی فوتبال اسکاتلند برگزار کرد.